# Hofen (Steinen)

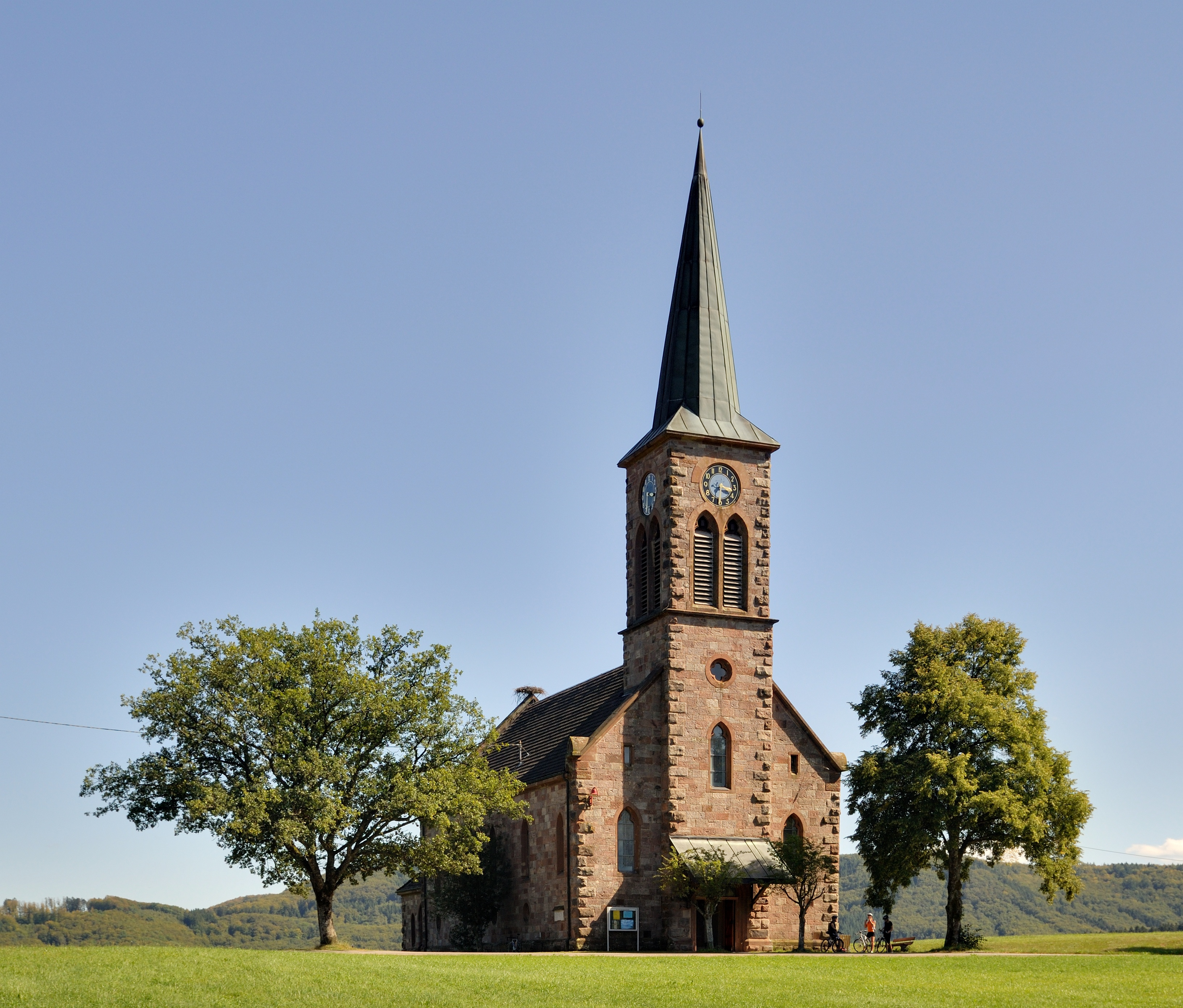
Evangelische Kirche Hofen

Hofen ist ein Wohnplatz von Schlächtenhaus, das zur badisch-württembergischen Gemeinde Steinen im Landkreis Lörrach gehört. Der Ort in flacher Hanglange wurde 1344 als villa Hovun und Hovin erwähnt und hat seit 1892 eine südlich des besiedelten Ortskerns am sogenannten Hofener Buck exponiert stehende Evangelische Kirche, welche zur Pfarrei Weitenau gehörte. Der Dorfkern befindet sich auf rund 450 m ü. NN und ist über drei asphaltierte Straßen erreichbar. Über die L 136 ist Hofen von Schlächtenhaus von Westen und von Weitenau im Osten erreichbar. Die nach Norden ansteigende Kreisstraße 6310 (Bergstraße) führt nach Endenburg-Kirchhausen. Der Vogelpark Steinen liegt am südöstlichen Rand des Siedlungsgebiets von Hofen. 